# Arthur F. Wright
Arthur Frederick Wright (Portland, Oregon, 1913. december 3. – New London, Connecticut, 1976. augusztus 11.) (kínai neve pinjin hangsúlyjelekkel: Ruì Wòshòu; magyar népszerű: Zsuj Vo-sou; egyszerűsített kínai: 芮沃寿; hagyományos kínai: 芮沃壽) amerikai sinológus.

## Élete, munkássága
Wright Stanford, az Oxfordi és a Harvard Egyetemen folytatta egyetemi tanulmányait. 1940-ben szerzett diplomát, majd 1947-ben doktori fokozatot. Kezdetben a Stanfordon helyezkedett el, ahol 1958-ban professzorrá nevezték ki. 1961-ben a Yale Egyetem professzora lett. Kutatási területe a kínai történelem. Felesége, Mary C. Wright (1917–1970) szintén sinológus volt.

## Főbb művei
- Studies in Chinese Thought (1953)
- Buddhism in Chinese History (1957)
- Confucian Personalities (1962)
- Confucianism and Chinese civilization (1964)
- Perspectives on the Tʻang (1973)
- The Sui Dynasty (1978)
- The Confucian Persuasion (1980)
- Studies in Chinese Buddhism (1990)